# Ganelius passaliformis
Ganelius passaliformis – gatunek chrząszcza z rodziny jelonkowatych i plemienia Nigidiini.

## Występowanie
Gatunek ten jest endemitem Madagaskaru.